# Diodora rueppellii
Diodora rueppellii, common name the Rüppell's keyhole limpet, là một loài ốc biển, là động vật thân mềm chân bụng sống ở biển thuộc họ Fissurellidae.

## Hình ảnh

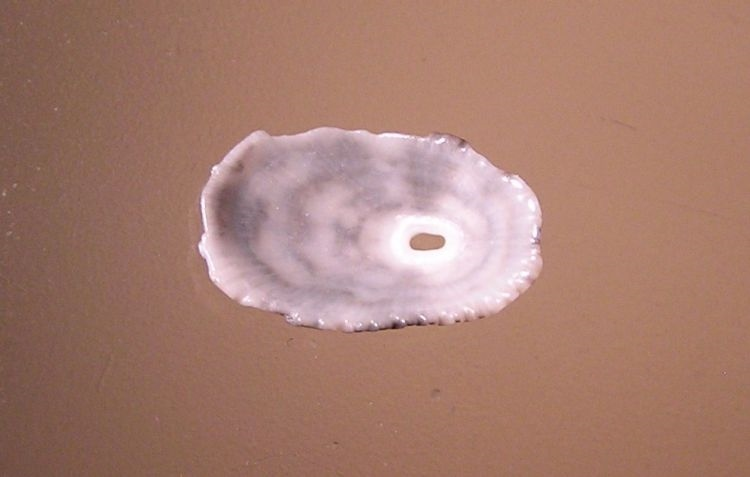